# Corbetta F.C.
L'Associazione Sportiva Dilettantistica Corbetta F.C. è la principale società calcistica del Comune di Corbetta, in provincia di Milano. 

## Storia

### Fondazione e primi anni
La fondazione del Football Club Corbetta risale al 1921. Le prime partite si disputavano su un campo adiacente all'attuale Villa Pagani. Il campo sportivo comunale di Corbetta fu inaugurato nel 1929, ed è stato sede delle partite casalinghe dei biancocelesti fino al 2021. Nella stagione 1931-1932 il Corbetta viene promosso per la prima volta nella sua storia nel campionato lombardo di Seconda Divisione, all'epoca il quarto livello del calcio italiano. Dopo una sola stagione retrocede però in Terza Divisione.

### Il dopoguerra e gli anni cinquanta: la Serie C
La società, che riuscì a sopravvivere alle devastazioni della guerra, conobbe un periodo di gran fulgore alla fine degli anni cinquanta. Già nelle stagioni 1950-1951 e 1951-1952, infatti, la squadra aveva giocato nel campionato di Promozione, mentre nel 1955-1956 durante la presidenza di Sandro Castiglioni ottenne la promozione in IV Serie, nella quale giocò la stagione successiva. Nella stagione 1957-1958 i milanesi disputarono il campionato Interregionale di Prima Categoria, nel quale giocavano squadre ben più blasonate del piccolo sodalizio milanese (Pro Vercelli, Varese, Arezzo), che comunque riuscì grazie all'apporto di molti validi elementi, tra cui spiccavano Canadesi, Ovelli, Savino e Dalla Vedova, a chiudere il campionato al terzo posto in classifica e a venire promosso in Serie C per la prima ed unica volta nella sua storia. Purtroppo non si trovarono fondi sufficienti per proseguire quella magica avventura, e il Corbetta fu così costretto a rinunciare all'iscrizione alla categoria superiore e a partecipare al successivo campionato Interregionale.

### Dagli anni '60 agli anni ottanta
Negli anni sessanta, oltre ad un manipolo di appassionati dirigenti, le sorti della società rimasero a galla grazia anche all'opera di Don Pietro Bassanini, che trovò il tempo di dividersi tra i ragazzi dell'Oratorio e le vicende calcistiche. Proprio da quei ragazzi giunse la linfa giusta che riportò in auge le casacche biancocelesti, nel frattempo sprofondati nei campionati dilettantistici lombardi. Dapprima nel 1970 la squadra Juniores vinse il campionato regionale, superando in finale i bergamaschi del San Pellegrino. Da quell'undici nacque l'ossatura della squadra che dal 1975 vinse tre campionati di fila ritrovando la Promozione, sotto la presidenza di Silvano Magistrelli. Al primo anno di Promozione, grazie a numerosi giocatori originari di Corbetta (in porta Licio Pellegatta, Franco Magistrelli, Franco Serati), la squadrà sfiorò addirittura la vittoria del campionato, che avrebbe comportato la promozione in Serie D; i milanesi chiuserò però il campionato al secondo posto in classifica, dietro solo alla Portalberese.

### Il ritorno in Interregionale
Dal 1989 al 1992 il Corbetta giocò nuovamente nel massimo campionato dilettantistico italiano, dopo che già nel 1988 aveva raggiunto la semifinale della Coppa Italia Dilettanti, persa contro il Venezia; tra i giocatori più rappresentativi di questo periodo ci sono Antonino Asta, unico giocatore del Corbetta ad essere mai arrivato durante la sua carriera a vestire la maglia della Nazionale, e Oliviero Garlini.

### Gli anni '90 e il presente
Nel corso degli anni novanta la squadra ha vissuto una continua altalena tra l'Eccellenza ed il Campionato Nazionale Dilettanti, nel quale ha giocato per altre tre stagioni (1995-1996, 1997-1998 e 1998-1999). Tra il 1990 ed il 1992 ha annoverato nei propri quadri dirigenziali anche il comico Ezio Greggio. A seguito della malaugurata retrocessione del 1999, con piazzamento (inaspettato dopo il buon piazzamento in dodicesima posizione nella stagione antecedente all'esordio in C.N.D.) in fondo alla classifica e con il nuovo allenatore Agostino Alzani, non è mai andata oltre il campionato di Eccellenza Lombardia. Attualmente la squadra milita nel girone N del campionato lombardo di Prima Categoria.
Dopo la mancata assegnazione della gestione dello storico campo di Via Verdi da parte del Comune, a partire dalla stagione 2022-2023 il Corbetta gioca le sue partire casalinghe allo Stadio Comunale di Arluno. Sempre nel 2022, Asd Corbetta Calcio 1921, Arluno Calcio e Polisporteventi Bareggio 2020 annunciano la nascita dell'ABC Sport Academy, con l'obiettivo di diventare il polo calcistico di riferimento del magentino con particolare attenzione al settore giovanile.

## Palmarès

### Competizioni regionali
- Eccellenza: 2

1994-1995 (girone A), 1996-1997 (girone B)
- Promozione: 4

1955-1956 (girone C), 1988-1989 (girone A), 2007-2008 (girone G), 2010-2011 (girone G)
- Prima Categoria: 2

1977-1978, 2015-2016
- Seconda Categoria: 1

1976-1977
- Prima Divisione: 1

1948-1949 (girone C)
- Campionato italiano di terza divisione: 1

1929-1930 (girone D)

### Competizioni provinciali
- Terza Categoria: 1

1975-1976

## Organigramma della società
- Presidente: Renzo Bassetto
- Vicepresidente: Ernestino Trezzi
- Allenatore: Carlo Losa Claudio Bassetto e Luigi Bosetti
- Preparatore portieri: Banfi Giuseppe
- Fisioterapista: Laura Vignati e Laura Magistroni
- Medico sportivo: Maurilio Bruno

## Tifoseria

### Storia
Il Corbetta è seguito dal gruppo ultras Viking.

### Gemellaggi e rivalità
Il gruppo Viking presenta due gemellaggi con le tifoserie di Arluno e Casteggio, con le quali vi sono frequenti visite reciproche, e un'amicizia con la tifoseria dell'Hockey Vercelli.
La rivalità principale è con il Magenta.